# 蘇亞利斯博士大馬路
蘇亞利斯博士大馬路（葡萄牙語：Avenida Doutor Mário Soares）是澳門半島南灣其中一條較寬闊的道路；全長約440米，闊約50米；它的西南端由南灣大馬路近傅禮士神父街交界處起，向東南伸展與羅保博士街、約翰四世大馬路、澳門商業大馬路等相交至亞馬喇前地止。街道名稱是以葡萄牙自康乃馨革命後的第四任總統馬里奧·蘇亞雷斯博士來命名。在1989年前，它原是友誼大馬路的其中一部份。1981年至1994年間，每年春節在此馬路的東南端曾設有爆竹燃放區。

## 名稱由來

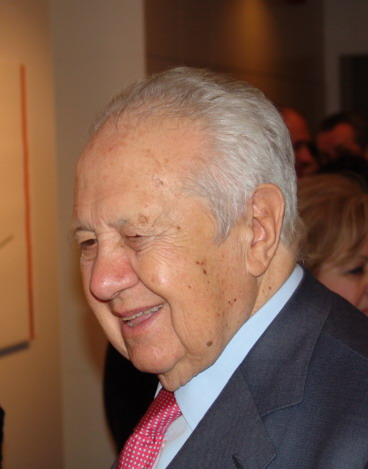
蘇亞雷斯

這條街道的名字，中文名稱中的「蘇亞利斯」是葡萄牙前總統馬里奧·蘇亞雷斯（Mário Soares）的姓氏在澳門的音譯，葡文名稱則名字和姓氏都採用。
馬里奧·蘇亞雷斯生於1924年12月7日，在1951年和1957年分別獲里斯本大學歷史哲學及法學學士學位。1973年創立葡萄牙社會黨，以抵抗當時薩拉查的法西斯獨裁政權。1974年4月25日葡萄牙發生康乃馨革命後，1975年他率領社會黨贏得制憲議會選舉，並更進一步推動葡萄牙民主化和非殖民化。1976年擔任葡萄牙總理，至1978年卸任，1983年再上任總理，三年後參選葡萄牙總統選舉，並成功當選成為葡萄牙總統；後來先後三次到訪澳門，至1996年卸任。1999年起擔任了為期五年的歐洲議會議員。
又因為蘇亞雷斯曾經榮獲多所大學頒發的榮譽博士學位，所以可被稱為博士，街道名稱也冠有「博士（Doutor）」。街道命名於1989年12月12日。

## 歷史沿革

首座橫跨蘇亞利斯博士大馬路的行人天橋

1930年代南灣進行填海工程，把南灣東北部對出的海域變成陸地，後來在該填地上沿海的一邊修築了一條路，這條路也就是今天的蘇亞利斯博士大馬路。不過，這條路最初並不是以此命名的，1933年時此路被劃為薩拉沙博士大馬路的一部份。在約翰四世大馬路對出的堤邊（約為今南灣中巷位置）設有一個埠頭供漁船小艇停泊，人稱「魚仔埗頭」。後來在這條路的路中心植樹，樹木旁邊則劃為泊車位。每逢夏天，此路的東南端均設有臨時茶座。

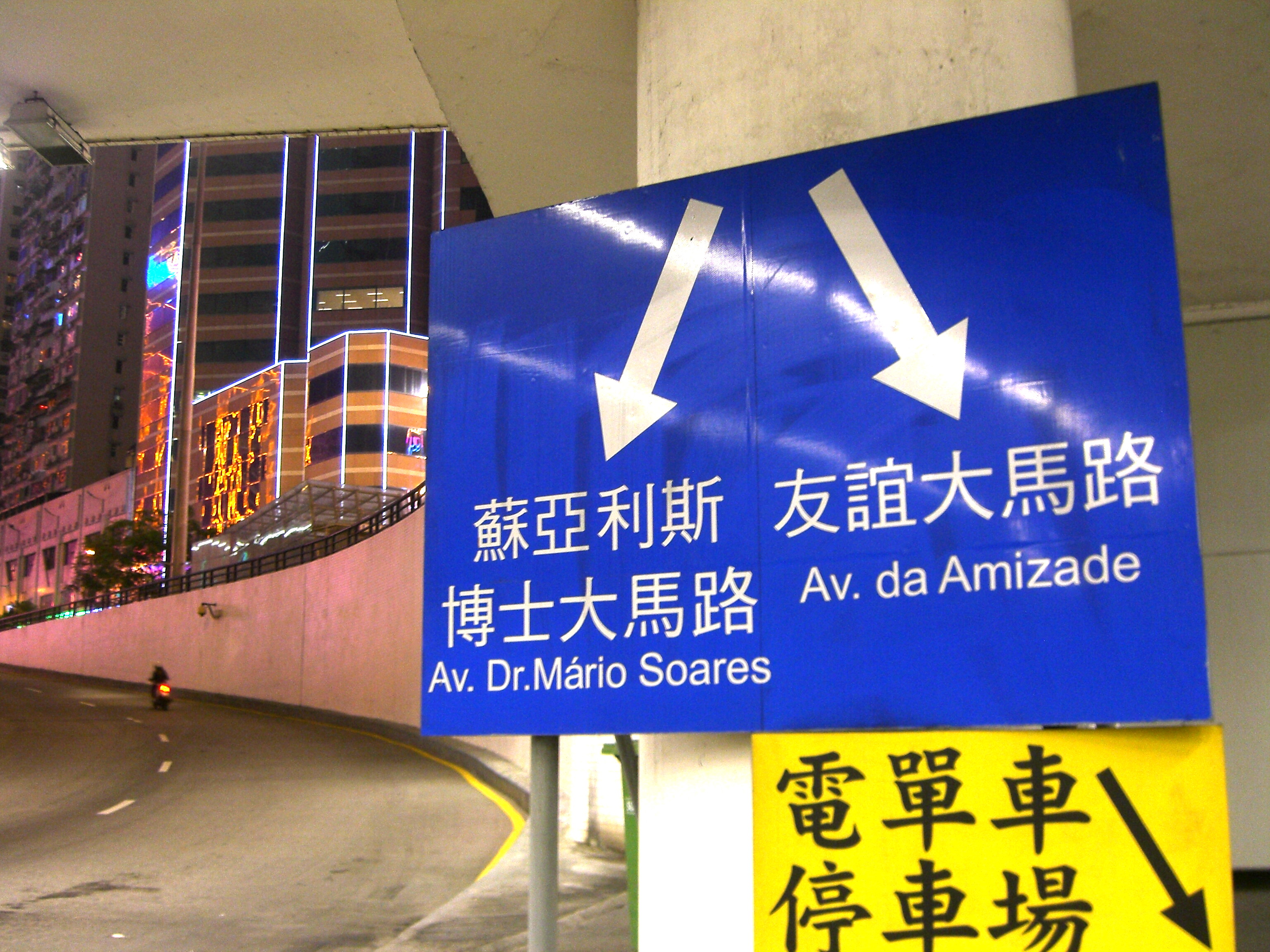
蘇亞利斯博士大馬路原為友誼大馬路的一部份，在1989年底才分拆成兩條街道

自葡萄牙發生康乃馨革命後，澳門市政廳在1975年初決定將薩拉沙博士大馬路重命名為友誼大馬路；1989年2月蘇亞雷斯首次到訪澳門後，同年10月28日澳門市政廳召開市政會議決定將這條路從友誼大馬路分割出來，並命名為蘇亞利斯博士大馬路，至12月12日刊憲後正式落實。
1992年南灣再進行填海工程（又稱「玫瑰園計劃」），使這條馬路漸漸遠離岸邊。而該年年底亞馬喇前地進行銅馬像拆卸和重整工程，截斷了蘇亞利斯博士大馬路通往亞馬喇前地的一邊行車道。至1999年玫瑰園計劃完工時蘇亞利斯博士大馬路的東南邊建成了現在的澳門商業大馬路一帶，「魚仔埗頭」從此亦已消失；而原本對出的海域也被圍成了人工湖，即南灣湖。2005年亞馬喇前地再進行重整工程後，2008年初原被截斷的從蘇亞利斯博士大馬路通往亞馬喇前地的行車道被恢復過來。
原在這條馬路東南端的茶座，至今也已不復存在。

## 昔日的爆竹燃放區
1980年代以前，澳門並沒有嚴謹的限制爆竹燃放，所以居民在農曆新年時可隨處燃放爆竹。但在1980年的春節發生了一次嚴重事故——在當年2月18日，羅神父街（在雅廉訪大馬路附近）有四家工廠因為有人亂放爆竹發生大火；自此有關當局便禁止居民燃放爆竹，不過可在指定地方和指定時間內燃放。故從1981年起，每年春節有關當局都會在蘇亞利斯博士大馬路東南端靠岸突出的一處空地，設為爆竹燃放區，供市民燃放煙花爆竹。
直至1995年，因為南灣湖工程和附近居民投訴過往燃放區的噪音擾人，爆竹燃放區在該年改為設在融和門附近，從此便不再設於蘇亞利斯博士大馬路。

## 沿途地點

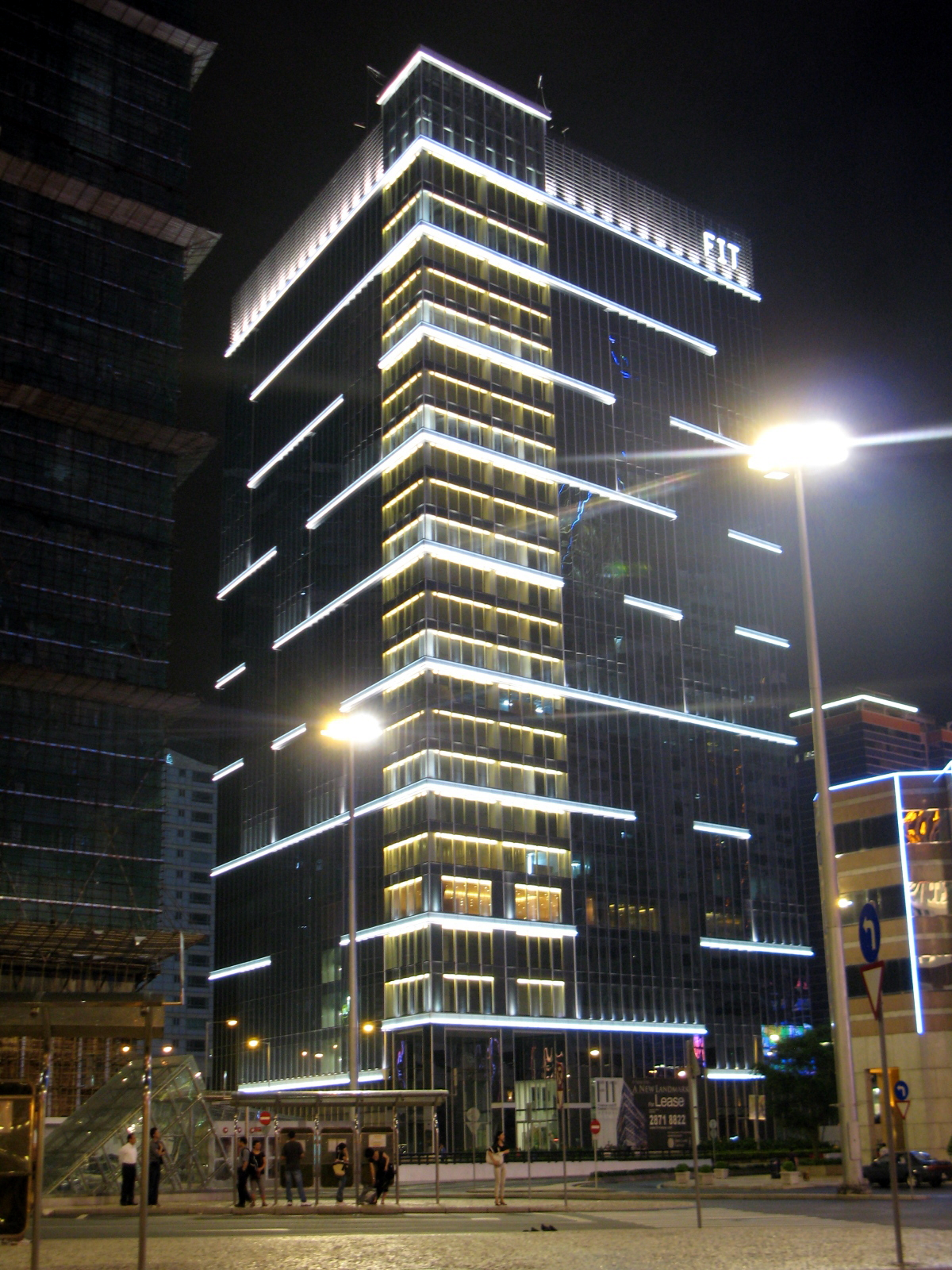
澳門財富中心

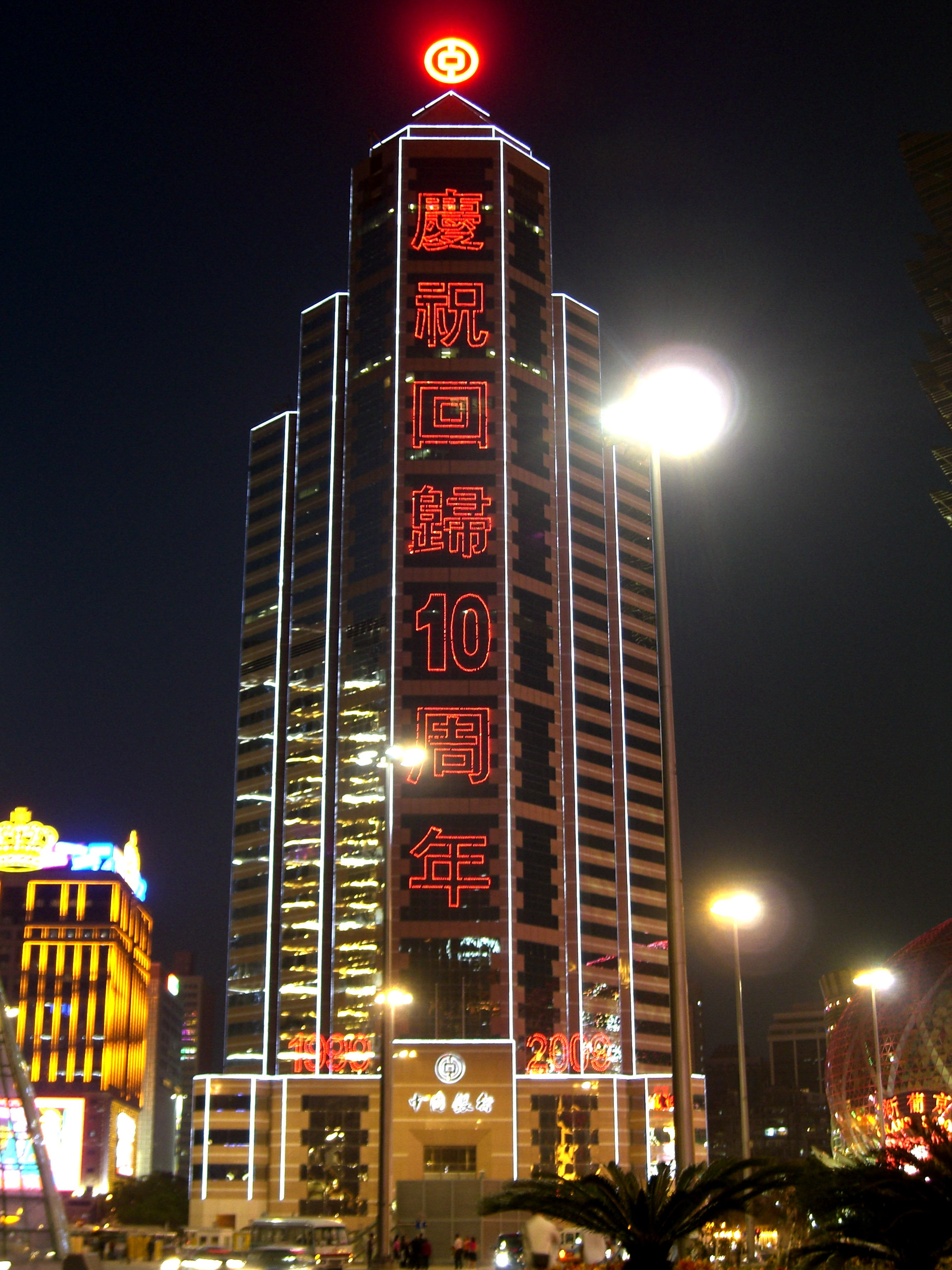
中國銀行大廈

- 澳門財富中心

前身是羊城商業中心，被蘇亞利斯博士大馬路、澳門商業大馬路、南灣南巷包圍，樓高24層。2001年原羊城集團有限公司宣佈破產後，大樓被誠興銀行與麗景灣置業發展有限公司接管，並於2006年把大樓改名為澳門財富中心，且對大樓進行翻新工程，並鋪設玻璃幕牆，至2007年12月落成。大樓內有12個鋪位、163個辦公室、展覽廳等完善設施。
- 中國銀行大廈

座落在這條馬路與殷皇子大馬路之間，並面向亞馬喇前地。原為利宵中學舊址的一部份，1986年利宵中學遷出後，原址分成數個地段發展，其中最東南端的一幅用作興建中國銀行大廈。。而利宵中學搬遷的同時，校內原有的葡萄牙發現碑曾被移到此馬路即今栢佳停車場出口旁（該發現碑於2006年底再被遷到區華利前地內）。
中國銀行大廈於1991年落成，樓高163米共38層，在澳門旅遊塔未建成前曾是澳門最高的建築物。大廈外牆以紅色花崗石和銀色玻璃幕牆鋪設，外形如火箭。2008年在大廈頂部裝有中國銀行的徽標。
中國銀行澳門分行前身是成立於1950年的澳門南通銀行，1987年易為現名，成為中國銀行第九家海外分行。1995年由當時的澳門貨幣暨匯兌監理處（即今澳門金融管理局）授權成為發鈔銀行，2000年成為澳門政府公庫其中一家代理銀行。
- 新八佰伴
- 澳門國際銀行大廈
- 澳門廣場
- 新麗華酒店
- 英皇娛樂酒店

## 備註
1. ↑  比較南灣的其他同類街道，諸如南灣大馬路（25米）、殷皇子大馬路（26米）、約翰四世大馬路（25米）、澳門商業大馬路（40米）等都較寬闊。
2. ↑   註:

- 上文提及的有關街道的長度與寬度如無特別註明均透過澳門地圖繪製暨地籍局發行的軟件——澳門地圖通的量度功能得出。